# Hendrik Frederik Sartor
Hendrik Frederik Sartor (Den Haag, 27 januari 1818 – aldaar, 28 juni 1881) was een tekenaar, lithograaf, aquarellist en wapenbordschilder. Hij was wapentekenaar voor de Hoge Raad van Adel.

## Achtergrond
Sartor voerde op contractbasis opdrachten uit voor de Hoge Raad van Adel. Naast deze werkzaamheden was hij wapenschilder, steentekenaar en uitgever. Hij heeft een korte opleiding gehad aan de Koninklijke Academie van Beeldende Kunsten in Den Haag. Zijn eerste opdracht voor de Hoge Raad van Adel was de wapentekening van P.M.G. von Fisenne die op 13 december 1866 was ingelijfd binnen de Nederlandse adel. Zijn vroege werk lijkt veel op dat van zijn voorganger, op de wapens van de twee jonkheren Van der Wyck uit 1867 en 1868 is zijn hand merkbaar. Hij tekende tot zijn overlijden.

## Afbeeldingen

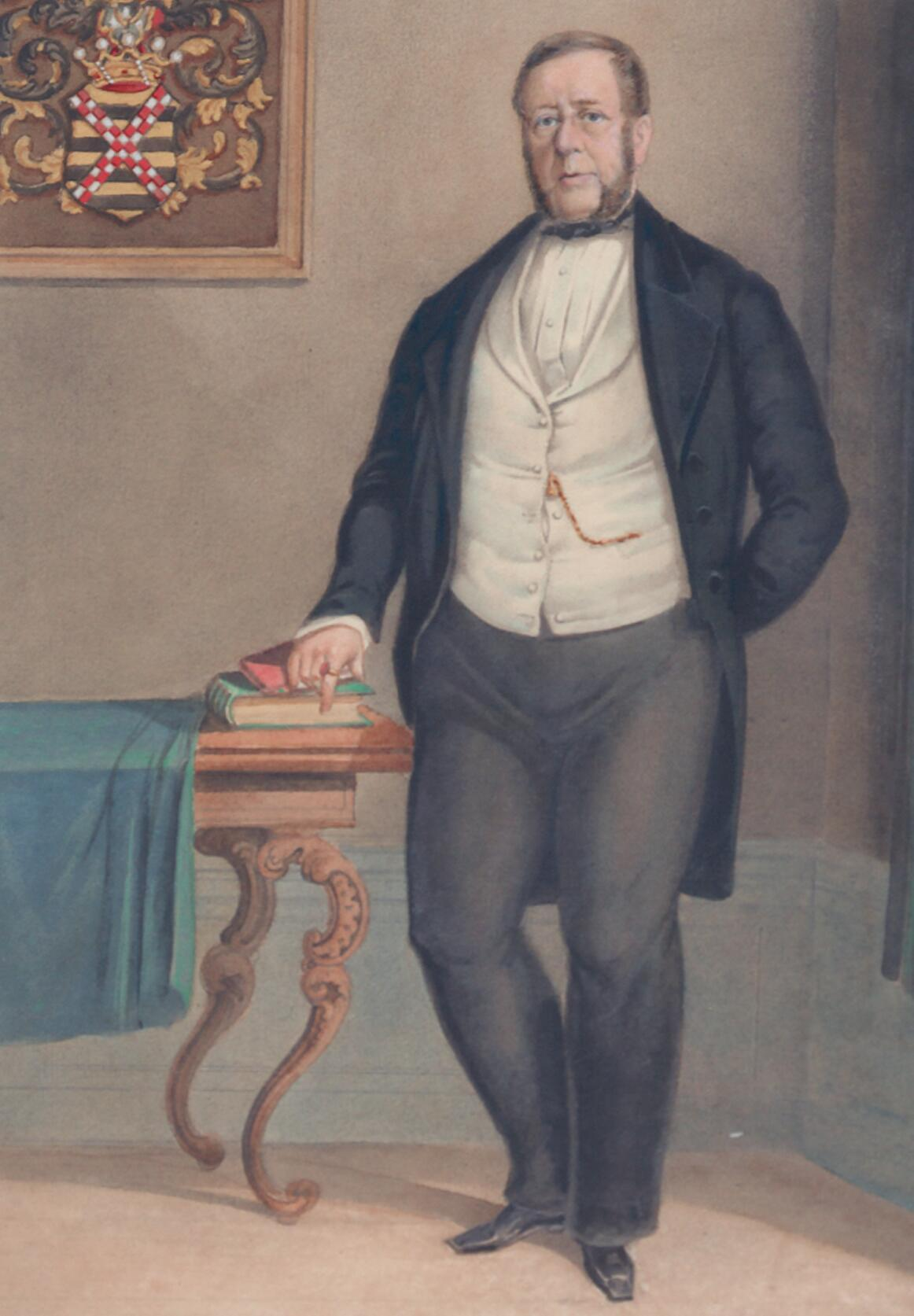
Johannes Ploos van Amstel. Aquarel van Sartor met zijn kenmerkende heraldische stijl.
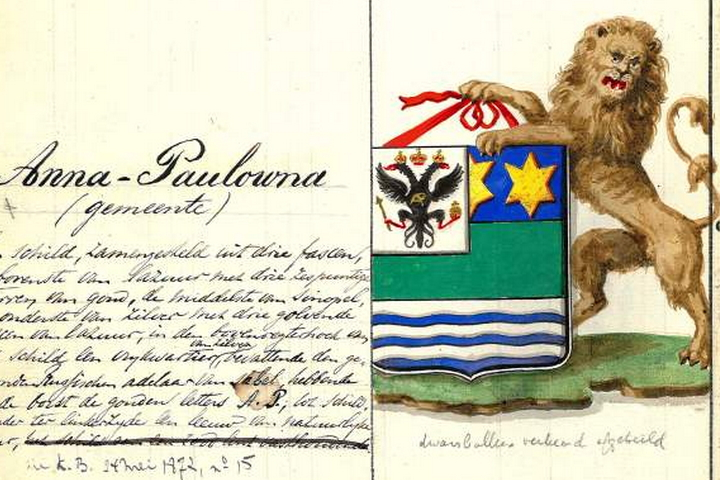
Vroeg werk van Sartor in het register van de Hoge Raad van Adel.